# Antoni Andreu i Abelló
Antoni Andreu i Abelló   (Montblanc, 4 de febrer de 1905 - 1982) fou un polític compromès en la lluita per les llibertats democràtiques i nacionals de Catalunya.

## Biografia
Antoni Andreu va néixer el 4 de febrer de 1905 a Montblanc (Conca de Barberà). Fou el fill gran de Josep Andreu i Cabestany natural de Montblanc i de Josepa Abelló i Pascual natural de Reus d'un total de cinc fills i d'entre els cinc germans també destaquen Josep Andreu i Abelló i Carles Andreu i Abelló. Alhora és oncle de Josep Andreu i Domingo. Amb tretze anys va anar amb la seva família a  viure a Reus, en aquesta població va participar activament en diversos àmbits: fou regidor de l'Ajuntament de Reus (1931) i vicepresident del Centre de Lectura de Reus (1936), director del Diari de Catalunya, portaveu d'Estat Català (1937) i, també, membre del Comitè Executiu d'Estat Català, va participar en la creació d'Edicions 62 i també fou fundador del Front Nacional de Catalunya (1940), juntament amb Joan Cornudella i Barberà, Manel Cruells i Piferrer, Jaume Martínez Vendrell i Enric Labrador i Montagut.
Quan acaba la guerra civil espanyola s'exilià a França. La seva correspondència de l'exili ha estat recollida per Jordi Tous i Vallvè en un volum titulat Antoni Andreu i Abelló: correspondència política d'exili (1938-1939). D'Estat Català al Front Nacional de Catalunya. Tarragona, 1999.
Fou un dels fundadors i, després vicepresident, del Museu-Arxiu de Montblanc, gran honor per a ell per ser un enamorat de la seva vila i gran col·laborador i difusor del procés de restauració del patrimoni històric de la vila ducal de Montblanc.